# Múscul adductor menor de la cuixa
El múscul adductor menor de la cuixa, adductor curt (musculus adductor brevis) o segon adductor, és un múscul fort situat darrere del múscul pectini i de l'adductor major de la cuixa. Té una certa forma triangular i té l'origen en la vora superior i inferior del pubis, just entre el múscul gràcil i l'obturador extern.

## Insercions
Les fibres de l'adductor curt de la cuixa discorren cap enrere, cap a baix i cap a fora, fins a la seva inserció sobre una aponeurosi i la part superior de la línia aspra del trocànter menor del fèmur, per darrere del pectini.

## Acció
La contracció de l'adductor curt de la cuixa produeix la flexió i adducció del maluc o articulació coxofemoral, és a dir, s'aproxima l'extremitat inferior cap a la línia mitjana del cos. Tant l'adductor major com l'adductor mitjà de la cuixa són agonistes en les funcions de l'adductor curt. Els músculs gluti major i gluti mitjà són antagonistes de les funcions de l'adductor curt de la cuixa.

## Irrigació i innervació
L'adductor curt de la cuixa és innervat pel nervi ciàtic, que prové de les lumbars L2 - L4 i està irrigat per l'artèria obturadora, una branca de l'artèria ilíaca interna.